# Sidney Howard
Sidney Coe Howard (Oakland, 26 giugno 1891 – Tyringham, 23 agosto 1939) è stato uno scrittore, drammaturgo e sceneggiatore statunitense che ha vinto sia il Premio Pulitzer che il premio Oscar.

## Carriera
Nel corso della sua carriera, oltre a lavorare come giornalista, portò in scena a Broadway numerosi spettacoli teatrali scritti personalmente da lui. Fu molto attivo anche nel mondo del cinema. Nel 1925 vinse il premio Pulitzer per la miglior opera drammatica con il lavoro teatrale They Knew What They Wanted, che venne adattato diverse volte per lo schermo. La sua opera di maggior successo in ambito cinematografico è la sceneggiatura di Via col vento (1939), con cui vinse l'Oscar, assegnato postumo, nel 1940: divenne così il primo sceneggiatore della storia ad aver vinto entrambi i prestigiosi premi.
Morì non ancora cinquantenne in un incidente avvenuto nella sua proprietà del Massachusetts: mentre lavorava con il trattore, questo si capovolse e lo scrittore restò schiacciato sotto di esso.

## Filmografia

### Sceneggiatore
- Cercasi avventura (Bulldog Drummond), regia di  F. Richard Jones e, associato, Leslie Pearce (1929)
- L'isola del diavolo (Condemned), regia di Wesley Ruggles (1929)
- Notte di peccato (A Lady to Love), regia di Victor Sjöström - lavoro teatrale e sceneggiatura (1930)
- Raffles, l'Arsenio Lupin inglese (Raffles), regia di George Fitzmaurice e, non accreditato, Harry d'Abbadie d'Arrast (1930)
- Un popolo muore (Arrowsmith), regia di John Ford - adattamento (1931)
- The Silver Cord, regia di John Cromwell - testo teatrale (1933)
- Infedeltà (Dodsworth), regia di William Wyler - sceneggiatura (1936)
- Via col vento
- Passaggio a Nord-Ovest (Northwest Passage), regia di King Vidor - sceneggiatura (1940)
- Non desiderare la donna d'altri (They Knew What They Wanted), regia di Garson Kanin (1940)
- Olympia (A Breath of Scandal), regia di Michael Curtiz (1960)